# Rubus deruyveri
Rubus deruyveri är en rosväxtart som beskrevs av H. Vannerom och E. Jacques. Rubus deruyveri ingår i släktet rubusar, och familjen rosväxter. Inga underarter finns listade i Catalogue of Life.